# Meet the Searchers
Meet the Searchers è il primo album in studio dei The Searchers, pubblicato nel 1963. Negli USA nel 1964 come primo album del gruppo venne pubblicato una versione differente col titolo, Meet The Searchers/Needles and Pins, con una diversa selezione di brani provenienti dai primi tre album e da alcuni singoli ed EP pubblicati nel Regno Unito.

## Tracce
1. Sweets for My Sweet
2. Alright
3. Love Potion No. 9
4. Farmer John
5. Stand By Me
6. Money
7. Da Doo Ron Ron
8. Aint Gonna Kiss Ya
9. Since You Broke My Heart
10. Tricky Dicky
11. Where Have All The Flowers Gone
12. Twist and Shout